# André Pochan
André Pochan (né le 5 juillet 1891 à Fourmies dans le Nord de la France et mort le 4 février 1979 au Cannet) est un physicien et mathématicien français, passionné d'égyptologie.

## Biographie
André Pochan est le fils d'Alphonse Pochan, tailleur d'habit, et de Marie Blanche Lecerf. Il s'inspire et suit les traces d'un autre égyptologue célèbre lui aussi originaire de l'Avesnois, Émile Prisse d'Avesnes.
Durant le conflit de 1914, il est incorporé dans le 84e régiment d'infanterie, il monte les échelons de l'armée et devient sous-lieutenant en 1917 ; le 10 octobre il est blessé par un obus au visage qui lui casse douze dents.
Il est professeur au lycée du Caire de 1930 à 1937. En 1934, il étudie la coloration des pyramides de Khéops et de Khéphren.
En 1943, il rejoint les FFI de Seine-et-Oise ; le 28 avril 1943 il se fait arrêter et est déporté à Mauthausen ; le 22 avril 1945, il est libéré des camps de la mort et, à ce titre, il est décoré de la médaille de la Résistance et déclaré commandeur de la Légion d'honneur. Ses principales recherches portent sur les pyramides égyptiennes et plus particulièrement la pyramide de Khéops, et il est devenu connu comme un érudit pyramide très indépendant. Ses recherches ont été fortement critiquées par l'égyptologue Jean-Philippe Lauer.
Il meurt le 4 février 1979 au Cannet dans les Alpes-Maritimes.

## Publications
- L'Énigme de la Grande Pyramide, Ed. Robert Laffont, 1971[2].